# Fernando García Lorenzo
Fernando García Lorenzo (* 18. Dezember 1912 in Astillero, Cantabria; † 2. Juni 1990), auch bekannt unter dem Spitznamen El Gavilán, war ein spanischer Fußballtrainer und -spieler, der vorwiegend im zentralen Mittelfeld agierte. 

## Leben
„El Gavilán“ García begann seine sportliche Laufbahn in Reihen seines Heimatvereins Unión Club de Astillero und wechselte 1931 zum Real Racing Club de Santander, bei dem er bis 1936 unter Vertrag stand. 
Am 19. Januar 1936 bestritt er sein einziges Länderspiel für die spanische Nationalmannschaft, das 4:5 gegen Österreich verloren wurde.
Aufgrund des im selben Jahr ausbrechenden Spanischen Bürgerkriegs unternahm der FC Barcelona eine Tournee durch Lateinamerika, an der auch García teilnahm. Er ließ sich in Mexiko nieder, wo er zunächst für den von spanischen Immigranten dominierten Verein Asturias spielte und mit ihm in der Saison 1938/39 den Meistertitel gewann. Nach diesem Triumph wechselte er zum Club Atlante. 
Nachdem die argentinische Mannschaft von San Lorenzo Anfang 1942 einige Spiele in Mexiko absolviert hatte, schloss García sich vorübergehend den Argentiniern an. Bald kehrte er nach Mexiko zurück, wo inzwischen die Profiliga eingeführt worden war, die er in der Saison 1944/45 mit dem Real Club España gewann. 
1946 verbrachte er eine kurze Zeit in Diensten des FC Barcelona und gewann im selben Jahr mit San Lorenzo die argentinische Meisterschaft. Anschließend spielte er erneut für den mexikanischen Real Club España, bevor er zum Club Marte wechselte, in dessen Reihen er seine aktive Laufbahn 1951 im Alter von 38 Jahren beendete. 
Im Anschluss an seine aktive Tätigkeit stand „El Gavilán“ in seiner Wahlheimat Mexiko als Trainer bei Irapuato, Morelia und Toluca unter Vertrag.

## Erfolge
- Argentinischer Meister: 1946
- Mexikanischer Meister: 1938/39, 1944/45